# نورمان إنجيل
السير. نورمان إنجيل (بالإنجليزية: Norman Angell)‏ هو أديب وسياسي بريطاني ولد في 26 ديسمبر 1872 وتوفي في 7 أكتوبر 1967.
ولد نورمان لعائلة فيها سنة أطفال ودرس في جامعة جنيف. في سنة السابعة العشرة ذهب إلى الولايات المتحدة واشتغل في عدة مهن بكاليفورنيا كراعي بقر وصحفي. مكث فترة قصيرة في إنجلترا في 1898 وانتقل بعد ذلك إلى باريس وعمل فيها بين 1905 و 1912 محررا لدايلي مايل. عاد بعد ذلك ‘لى إنجلترا وانتسب إلى حزب العمال سنة 1920 ومثله في البرلمان البريطاني عن منطقة برادفورد الشمالية.

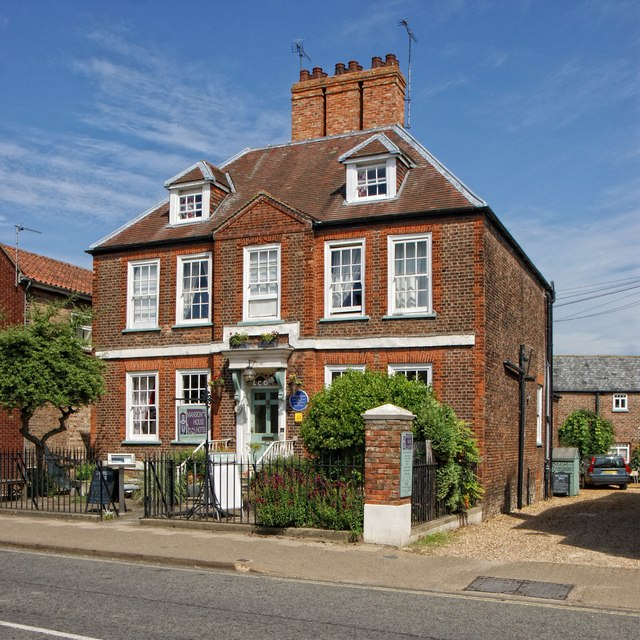
مسقط رأس أنجيل في شارع هاي ستريت ، هولبيتش ، يتميز بلوحة زرقاء

كتب سنة 1909 كتاب مناهض للحرب اسمه Europe's Optical Illusion وعرف في الولايات المتحدة باسم The Great Illusion نال عنه جائزة نوبل للسلام سنة 1933.

## روابط خارجية
- نورمان إنجيل على موقع الموسوعة البريطانية (الإنجليزية)
- نورمان إنجيل على موقع مونزينجر (الألمانية)
- نورمان إنجيل على موقع إن إن دي بي (الإنجليزية)